# Musile di Piave
Musile di Piave ist eine Gemeinde mit 11.419 Einwohnern (Stand 31. Dezember 2023) in der Metropolitanstadt Venedig der Region Venetien in Italien.
Sie bedeckt eine Fläche von 25 km². Sie liegt am nördlichen Ende der Lagune von Venedig. Capo d’Argine, Caposile, Croce, Lazzaretto, Millepertiche und Trezze sind Ortsteile der Gemeinde. Sie gehört zur Area Geografica Bacino Idrografico del Fiume Piave.

Lage an der Lagune von Venedig

Die angrenzenden Gemeinden sind Fossalta di Piave, Jesolo, Meolo, Quarto d’Altino, San Donà di Piave und Venedig. Der Hauptort mit dem Sitz der Gemeindeverwaltung ist nur knapp 2 km von San Donà entfernt.

## Geschichte
Durch das heutige Gemeindegebiet verlief die Via Annia von Adria nach Aquileia. Unlängst wurden bei Ponte Catena Reste einer römischen Brücke gefunden. Römische Funde aus örtlichen Grabungen werden im Rathaus und in der Mittelschule aufbewahrt. Um 836 ist erstmals die Bezeichnung Musile für eine Siedlung am Piaveufer belegt. Die älteste christliche Kirche war wahrscheinlich dem Hl. Donatus geweiht. Musile gehörte zum Bistum Torcello, Croce unterstand dem Patriarchen von Aquileia. 1260 wurde das Gebiet Treviso zugeschlagen, seine Besitzansprüche konnte der Patriarch von Aquileia erst 1291 wieder geltend machen. Im 14. Jahrhundert gehörten große Teil des Territoriums der venezianischen Familie Foscari, später den Malipiero.
Im 16. und 17. Jahrhundert führten die Regulierungsmaßnahmen der Republik Venedig an den Wasserläufen zu einer zunehmenden Versumpfung des Geländes, was erst durch die Melioration nach der Einigung Italiens geändert werden konnte. In der napoleonischen Ära wurde Musile Gemeinde.
Nach der Niederlage der italienischen Armeen bei Caporetto im Ersten Weltkrieg lag Musile an der Kampflinie und wurde im Zuge der Zweiten Piaveschlacht im Juni 1918 fast vollständig zerstört. Der Wiederaufbau des heutigen Ortskerns erfolgte in den 1920er-Jahren. 1919 wurde die neugotische Pfarrkirche errichtet.